# الإعاقة في المغرب
الإعاقة في المغرب هي قضية ذات أبعاد متعددة تشمل الجوانب الاجتماعية والقانونية والتعليمية. ويخلد المغرب يومًا وطنيًا للأشخاص في وضعية إعاقة في 30 مارس من كل عام. ووفقاً للإحصائيات فإن عدد الأشخاص ذوي الإعاقة في المغرب يُقدّر بحوالي 1.5 مليون شخص، أي ما يعادل 5.12% من إجمالي عدد السكان، وقد بينت نتائج البحث الوطني الثاني أن هذه النسبة وصلت إلى 6,8% سنة 2014. ويتمثل التزام المغرب بتحسين حقوق الأشخاص ذوي الإعاقة في المصادقة على الاتفاقيات الدولية ذات الصلة وتطوير السياسات والقوانين الوطنية التي تضمن لهؤلاء الأشخاص حقوقهم الأساسية.
ووفقاً للاتفاقية الدولية لحقوق الأشخاص ذوي الإعاقة التي صادق عليها المغرب في عام 2009، فإن مصطلح "الأشخاص ذوي الإعاقة" يشمل كل من يعانون من عاهات طويلة الأجل، سواء كانت بدنية أو عقلية أو ذهنية أو حسية، والتي قد تمنعهم عند التعامل مع مختلف الحواجز من المشاركة بصورة كاملة وفعالة في المجتمع على قدم المساواة مع الآخرين.

## التاريخ
يمتد تاريخ الإعاقة في المغرب إلى العصور الوسطى، حيث كانت الإعاقة موضوعاً غير مبحوث فيه بشكل كبير. ومع ذلك، تشير بعض الدراسات إلى أن المجتمع المغربي والأندلسي كان يتعامل مع الإعاقة من منظور ديني واجتماعي، حيث كانت تُعتبر جزءاً من النظام الاجتماعي والديني، وكانت توجد بعض الخدمات مثل البيمارستانات المخصصة لعلاج الأشخاص في وضعية إعاقة.
وقد تنوعت أسباب الإعاقة في المغرب بين الخِلقية والمكتسبة. حيث تتضمن الأسباب الخِلقية العوامل الوراثية مثل زواج الأقارب، بينما تشمل الأسباب المكتسبة أمراضاً مثل شلل الأطفال وحوادث السير أو الشغل.

## الإطار القانوني
يحدد القانون رقم 92-07 المتعلق بالحماية الاجتماعية للأشخاص المعاقين تعريف الإعاقة في المادة رقم 2. وفقاً لهذا القانون، يُعتبر معاقاً كل شخص يعاني من عجز أو عرقلة دائمة أو مؤقتة، ناتجة عن نقص أو قصور يمنعه من أداء وظائفه الحياتية. لا يفرق القانون بين من وُلد معاقاً ومن تعرض للإعاقة لاحقاً.
ومنذ المصادقة على الاتفاقية الدولية لحقوق الأشخاص ذوي الإعاقة في عام 2009، اتخذ المغرب خطوات مهمة لتحسين القوانين المتعلة بالأشخاص ذوي الإعاقة. حيث يضمن الدستور المغربي لعام 2011 وهو أسمى قانون في البلاد جميع حقوق الأشخاص في وضعية إعاقة سواء السياسية أو الاجتماعية أو الاقتصادية، ويحظر جميع أنواع التمييز على أساس الإعاقة.
ومن أهم النصوص القانونية المؤطرة لحقوق الأشخاص في وضعية إعاقة ما يلي:
- القانون رقم 05.81 المتعلق بالرعاية الاجتماعية للمكفوفين وضعاف البصر

- القانون رقم 07.92 المتعلق بالرعاية الاجتماعية للأشخاص المعاقين؛

- القانون رقم 03.10 المتعلق بالولوجيات.

- القانون الإطار رقم 97.13 لعام 2016 المتعلق بحماية حقوق الأشخاص في وضعية إعاقة وحقوقهم ويمنع التمييز ضدهم، ويشمل ذلك حقهم في التأهيل والإدماج الاجتماعي.[10]

## الإحصائيات
تظهر الإحصائيات أن نسب انتشار الإعاقة تتجاوز المتوسط الوطني في بعض الجهات المغربية. على سبيل المثال، تبلغ النسبة في جهة العيون بوجدور الساقية الحمراء 13.4%، وفي طنجة تطوان 11.42%، وفي تادلة أزيلال 9.83%. بينما تقل النسب عن المتوسط الوطني في جهات مثل مراكش تانسيفت الحوز (3.94%)، والدار البيضاء الكبرى (3.96%)، والرباط سلا زمور زعير (4.69%)، ووادي الذهب لكويرة (2.9%). تُعزى هذه الفروقات أساسًا إلى اختلاف نسب الإعاقة الخفيفة والمتوسطة والعميقة.
| الجهة                         | من خفيفة إلى عميقة جدا (%) | من خفيفة إلى عميقة جدا (عدد) | من خفيفة إلى متوسطة (%) | من خفيفة إلى متوسطة (عدد) | عميقة جدا (%) | عميقة جدا (عدد) |
| ----------------------------- | -------------------------- | ---------------------------- | ----------------------- | ------------------------- | ------------- | --------------- |
| واد الذهب لكويرة              | 2.9%                       | 2351                         | 2.2%                    | 1837                      | 1.6%          | 1348            |
| العيون بوجدور الساقية الحمراء | 13.4%                      | 42574                        | 12.3%                   | 38916                     | 0.2%          | 689             |
| كلميم السمارة                 | 6.8%                       | 32617                        | 5.4%                    | 25944                     | 0.7%          | 3553            |
| سوس ماسة درعة                 | 8.8%                       | 235237                       | 7.3%                    | 194751                    | 1.1%          | 28613           |
| الغرب شراردة بني حسن          | 4.8%                       | 85654                        | 3.6%                    | 65059                     | 0.3%          | 4899            |
| الشاوية ورديغة                | 6.3%                       | 124905                       | 3.1%                    | 61277                     | 0.8%          | 16385           |
| مراكش تانسيفت الحوز           | 3.9%                       | 135235                       | 2.5%                    | 84194                     | 0.8%          | 26744           |
| الجهة الشرقية                 | 7.0%                       | 142624                       | 5.6%                    | 113732                    | 0.2%          | 3381            |
| الدار البيضاء الكبرى          | 4.0%                       | 178326                       | 1.4%                    | 62804                     | 0.5%          | 20399           |
| الرباط سلا زمور زعير          | 4.7%                       | 133550                       | 2.1%                    | 60941                     | 0.8%          | 23554           |
| دكالة عبدة                    | 5.3%                       | 119058                       | 3.0%                    | 67573                     | 1.0%          | 23299           |
| تادلة أزيلال                  | 9.8%                       | 153412                       | 8.2%                    | 127576                    | 0.2%          | 2981            |
| مكناس تافيلالت                | 9.6%                       | 243985                       | 7.2%                    | 183694                    | 0.6%          | 15037           |
| فاس بولمان                    | 7.7%                       | 143967                       | 4%                      | 75000                     | 0.4%          | 7690            |
| تازة الحسيمة تاونات           | 7.5%                       | 135448                       | 3.6%                    | 65289                     | 0.3%          | 5887            |
| طنجة تطوان                    | 11.4%                      | 353952                       | 9.3%                    | 288397                    | 0.3%          | 7772            |